# 포흐얀마

지역 문장

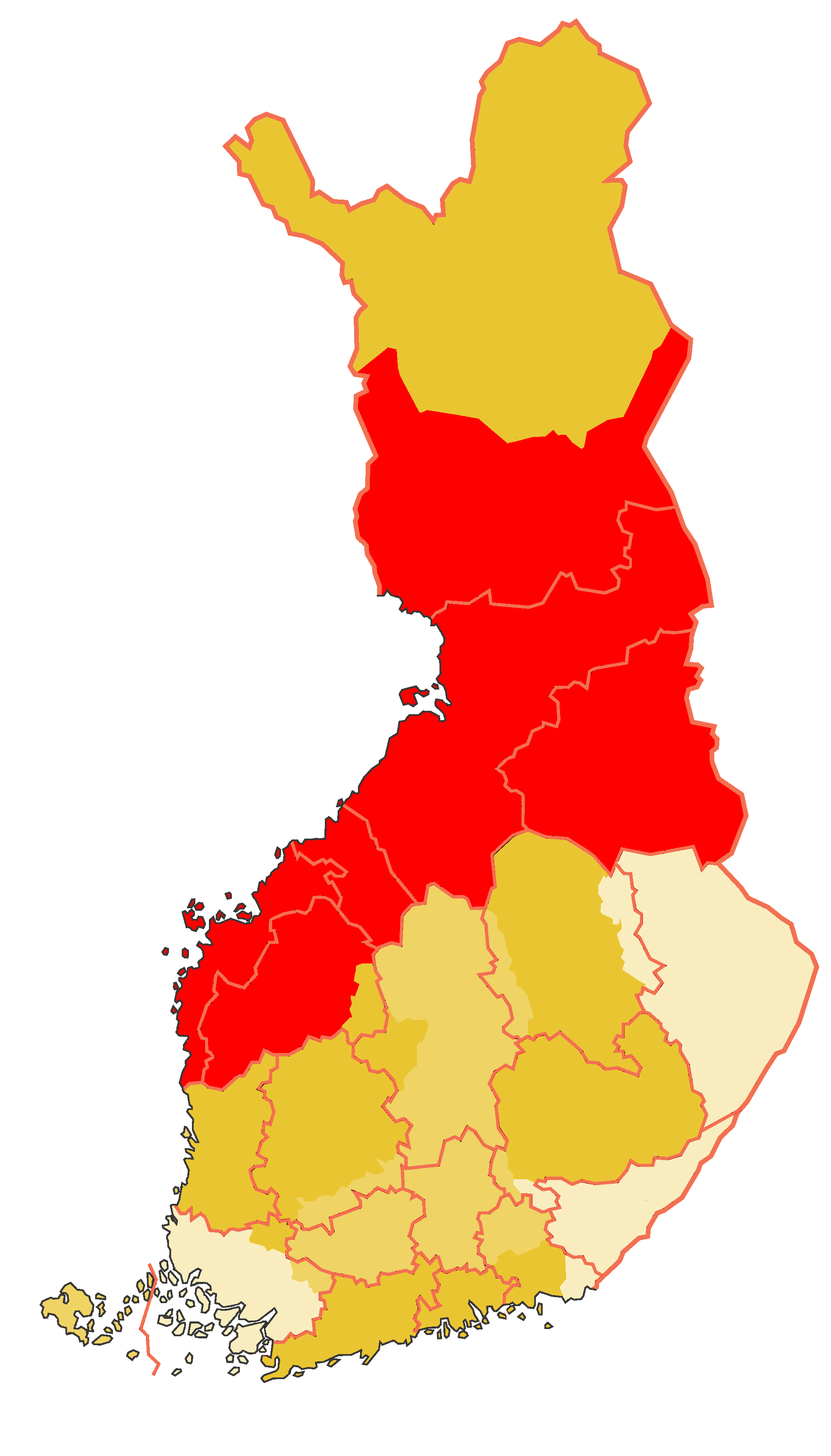
포흐얀마의 위치 (빨간색으로 표시된 지역)

포흐얀마(핀란드어: Pohjanmaa 포햔마 , 포흐얀마[*], 스웨덴어: Österbotten)는 핀란드의 역사적 지역으로, 현재의 핀란드 북부와 서부에 위치한다. 스웨덴어 이름인 외스테르보텐(Österbotten), 영어 이름인 오스트로보트니아(Ostrobothnia)라고 부르기도 한다. 남쪽으로는 핀란드의 역사적 지역인 카리알라, 사보, 헤메, 사타쿤타, 북쪽으로는 라피와 접하며 서쪽으로는 스웨덴 베스테르보텐 지방과 보트니아만, 동쪽으로는 러시아와 접한다. 핀란드어 이름인 "포흐얀마"(Pohjanmaa)는 '북쪽의 땅'을, 스웨덴어 이름인 "외스테르보텐"(Österbotten)은 '동(東)보트니아'를 뜻한다.

## 어원
"포흐야"(Pohja)는 '북쪽' 또는 '맨 아래', "마"(maa)는 '땅'을 뜻하는 단어이다. 고대 스칸디나비아 시대에는 밤이 되면 태양이 사라지는 북쪽을 세계의 바닥으로 여겼다. 집 뒤쪽이 가장 추운 북쪽을 향하도록 지은 뒤부터 방위를 가리키는 용어가 되었다.

## 행정 구역
현재의 포흐얀마가 속해 있는 지역은 포흐얀마 지역, 북포흐얀마 지역, 중앙포흐얀마 지역, 남포흐얀마 지역, 카이누 지역, 라피 지역 남부이다.